# Charles Martin (boxe anglaise)
Pour les articles homonymes, voir Charles Martin et Martin.
Charles Martin est un boxeur américain né le 24 avril 1986 à Saint Louis, Missouri.

## Carrière
Passé professionnel en 2012, il devient champion d'Amérique du Nord des poids lourds NABO en 2014 puis remporte le titre vacant de champion du monde IBF de la catégorie le 16 janvier 2016 en battant par arrêt de l'arbitre à la 3e reprise Vyacheslav Glazkov. Martin est en revanche battu par KO au second round le 9 avril 2016 par Anthony Joshua.